# Cetate (župa Dolj)
Cetate je rumunská obec v župě Dolj. Žije zde přibližně 4 600 obyvatel. Leží u hranic Rumunska s Bulharskem, které tvoří řeka Dunaj. Obec se skládá ze dvou částí.

## Části obce
- Cetate – 4 118 obyvatel
- Moreni – 454 obyvatel